# FELDA United
Der FELDA United Football Club war ein Fußballverein aus Jengka. Zuletzt, 2020, spielte der Verein in der höchsten Liga des Landes, der Malaysian Super League. Die Mannschaft ist auch unter dem Namen The Fighters bekannt.

## Geschichte
Der Verein wurde 2007 gegründet. Eigentümer des Vereins war FELDA (Federal Land Development Authority, auch Lembaga Kemajuan Tanah Persekutuan). Von 2007 bis 2020 spielte der Verein in der ersten Liga, der Malaysian Super League. 2010 und 2018 wurde der Verein malaysischer Zweitligameister. 2016 wurde der Klub malaysischer Vizemeister. Zuletzt (2020) spielte der Verein erstklassig. 2020 gab der Verein bekannt, dass er ab 2021 aus finanziellen Gründen nicht mehr an der malaysischen Fußballliga teilnehmen wird.

## Erfolge
- Malaysischer Vizemeister: 2016
- Malaysischer Zweitligameister: 2010, 2018
- Malaysischer Zweitligavizemeister: 2014
- Malaysischer Pokalfinalist: 2014

## Stadion
Seine Heimspiele trug der Verein zuletzt im Tun Abdul Razak Stadium in Bandar Pusat Jengka aus. Das Stadion hat ein Fassungsvermögen von 25.000 Personen. Eigentümer des Stadions ist die FELDA (Federal Land Development Authority, auch Lembaga Kemajuan Tanah Persekutuan). Betrieben wird das Stadion von FELDA United.

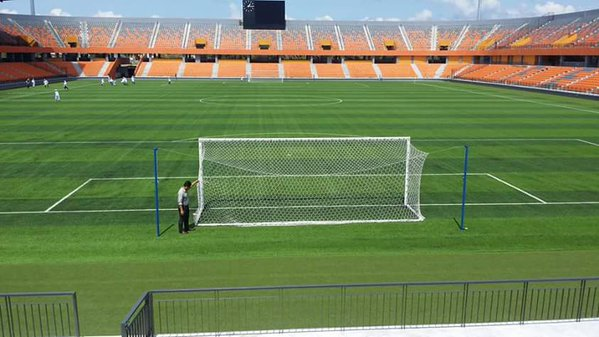
Stadium Tun Abdul Razak

| Koordinaten                      |
| -------------------------------- |
| 3° 46′ 18,3″ N, 102° 32′ 53,3″ O |

### Ehemalige Spielstätten
| Stadion               | Standort       |
| --------------------- | -------------- |
| Petronas Stadium      | Bangi Selangor |
| MINDEF Stadium        | Kuala Lumpur   |
| Petaling Jaya Stadium | Selangor       |
| Selayang Stadium      | Selangor       |
| Hang Jebat Stadium    | Melaka         |
| Kuala-Lumpur-Stadion  | Kuala Lumpur   |

## Spieler
Stand: 2020, letzte Mannschaft vor der Auflösung
| Nr. |             | Position | Name             |
| --- | ----------- | -------- | ---------------- |
| 1   | Malaysia    | TW       | Muhaimin Mohamad |
| 2   | Malaysia    | AB       | Azarul Nazarith  |
| 3   | Malaysia    | AB       | Tasnim Fitri     |
| 4   | Malaysia    | MF       | Fadhil Idris     |
| 6   | Malaysia    | AB       | Faiz Mazlan      |
| 7   | Gabun       | MF       | Frédéric Bulot   |
| 9   | Japan       | ST       | Ryūtarō Megumi   |
| 10  | Argentinien | ST       | Nicolás Vélez    |
| 12  | Malaysia    | MF       | Shahrul Aizad    |
| 13  | Malaysia    | ST       | Zulfahmi Awang   |
| 17  | Malaysia    | AB       | Azmizi Azmi      |
| 18  | Malaysia    | AB       | Jadid Ilias      |
| 19  | Singapur    | ST       | Khairul Amri     |
| 20  | Malaysia    | AB       | Ezanie Salleh    |

| Nr. |          | Position | Name                |
| --- | -------- | -------- | ------------------- |
| 21  | Malaysia | MF       | Jasazrin Jamaluddin |
| 22  | Malaysia | TW       | Zarif Irfan         |
| 23  | Malaysia | ST       | Haikal              |
| 24  | Malaysia | TW       | Syah Fadil Jokori   |
| 27  | Malaysia | MF       | Ariff Farhan Isa    |
| 28  | Malaysia | AB       | Azrul Nizam         |
| 29  | Malaysia | MF       | Adam                |
| 30  | Malaysia | AB       | Haziq Puad          |
| 71  | Malaysia | AB       | Osman Yusoff        |
|     | Malaysia | AB       | Naqib Najwan        |
|     | Serbien  | AB       | Nikola Raspopović   |
|     | Malaysia | AB       | Wazif Nazrail       |
|     | Malaysia | AB       | Harith Marzuki      |
|     | Malaysia | MF       | Norazwan Amir       |

## Trainer
| Name                              | Zeit bei FELDA United | Zeit bei FELDA United |
| Name                              | von                   | bis                   |
| --------------------------------- | --------------------- | --------------------- |
| Reduan Abdullah                   | 2007                  | 2009                  |
| Ahmad Fairuz Mohd Yunus (Interim) | 2009                  |                       |
| Elangowan Elavarasan              | 1. Januar 2011        | 10. November 2014     |
| K. Devan                          | 1. Januar 2013        | 30. Juni 2013         |
| Irfan Bakti Abu Salim             | 1. November 2013      | 25. September 2016    |
| Azmi Mohamed                      | 1. Dezember 2016      | 10. Februar 2017      |
| Mohamad Nik (Interim)             | 10. Februar 2017      | 21. Februar 2017      |
| Bhaskaran R. Sathianathan         | 21. Februar 2017      | 11. Oktober 2018      |
| Mohd Nidzam Jamil                 | 12. Oktober 2018      | 30. November 2020     |

## Team-Manager
| Name               | Zeit bei FELDA United | Zeit bei FELDA United |
| Name               | von                   | bis                   |
| ------------------ | --------------------- | --------------------- |
| Faisal Zakariah    | 2007                  | 2012                  |
| K. Devan           | 2013                  |                       |
| Jamaludin Ahmad    | 2014                  | 2016                  |
| Zulkarnain Mohamad | 2016                  |                       |
| Jamaludin Ahmad    | 2017                  | heute                 |

## Saisonplatzierung

### Liga
| Saison  | Liga                    | Platz |
| ------- | ----------------------- | ----- |
| 2007    | Malaysia FAM League     | 3.    |
| 2007/08 | Malaysia Premier League | 6.    |
| 2009    | Malaysia Premier League | 6.    |
| 2010    | Malaysia Premier League | 1.    |
| 2011    | Malaysia Super League   | 11.   |
| 2012    | Malaysia Super League   | 10.   |
| 2013    | Malaysia Super League   | 11.   |
| 2014    | Malaysia Premier League | 2.    |
| 2015    | Malaysia Super League   | 5.    |
| 2016    | Malaysia Super League   | 2.    |
| 2017    | Malaysia Super League   | 3.    |
| 2018    | Malaysia Premier League | 1.    |
| 2019    | Malaysia Super League   | 10.   |
| 2020    | Malaysia Super League   | 11. ▼ |

### Pokal
| Saison    | FA Cup        | Malaysia Cup  | AFC Cup      |
| --------- | ------------- | ------------- | ------------ |
| 2007      |               |               |              |
| 2007/2008 | Viertelfinale |               |              |
| 2009      | Runde der 32  |               |              |
| 2010      | Achtelfinale  | Gruppenphase  |              |
| 2011      | Viertelfinale | Viertelfinale |              |
| 2012      | Runde der 32  | Viertelfinale |              |
| 2013      | Runde der 32  | Gruppenphase  |              |
| 2014      | 2. Platz      | Halbfinale    |              |
| 2015      | Runde der 32  | Halbfinale    |              |
| 2016      | Achtelfinale  | Viertelfinale |              |
| 2017      | 2. Runde      | Halbfinale    | Gruppenphase |
| 2018      | Viertelfinale | Viertelfinale |              |

## Ausrüster und Sponsoren
| Jahr           | Ausrüster | Hauptsponsor        | Andere Sponsoren                                                                       |
| -------------- | --------- | ------------------- | -------------------------------------------------------------------------------------- |
| 2007 bis 2008  | Adidas    | Celcom              |                                                                                        |
| 2009           | Kappa     | Streamyx            | Felda Prodata Systems, Felda D'Saji                                                    |
| 2010 bis 2012  | Kappa     | FGV Holdings Berhad | Felda Prodata Systems, Felda D'Saji                                                    |
| 2013           | Umbro     | FGV Holdings Berhad | Felda Prodata Systems, Felda D'Saji                                                    |
| 2014 bis 2015  | Puma      | FELDA               | Koperasi Permodalan Felda Berhad                                                       |
| 2016 bis heute | FBT       | FELDA               | Felda Prodata Systems, Tenera Hotel, Felda D'Saji, AirAsia, Animasia, ATF Sport Taping |